# Nothoceros giganteus
Nothoceros giganteus är en bladmossart som först beskrevs av Lehm. et Lindenb., och fick sitt nu gällande namn av Jiro Hasegawa och J.C.Villarreal, Hässel et N.Salazar. Nothoceros giganteus ingår i släktet Nothoceros och familjen Dendrocerotaceae. Inga underarter finns listade i Catalogue of Life.